# Wielki Lipnik

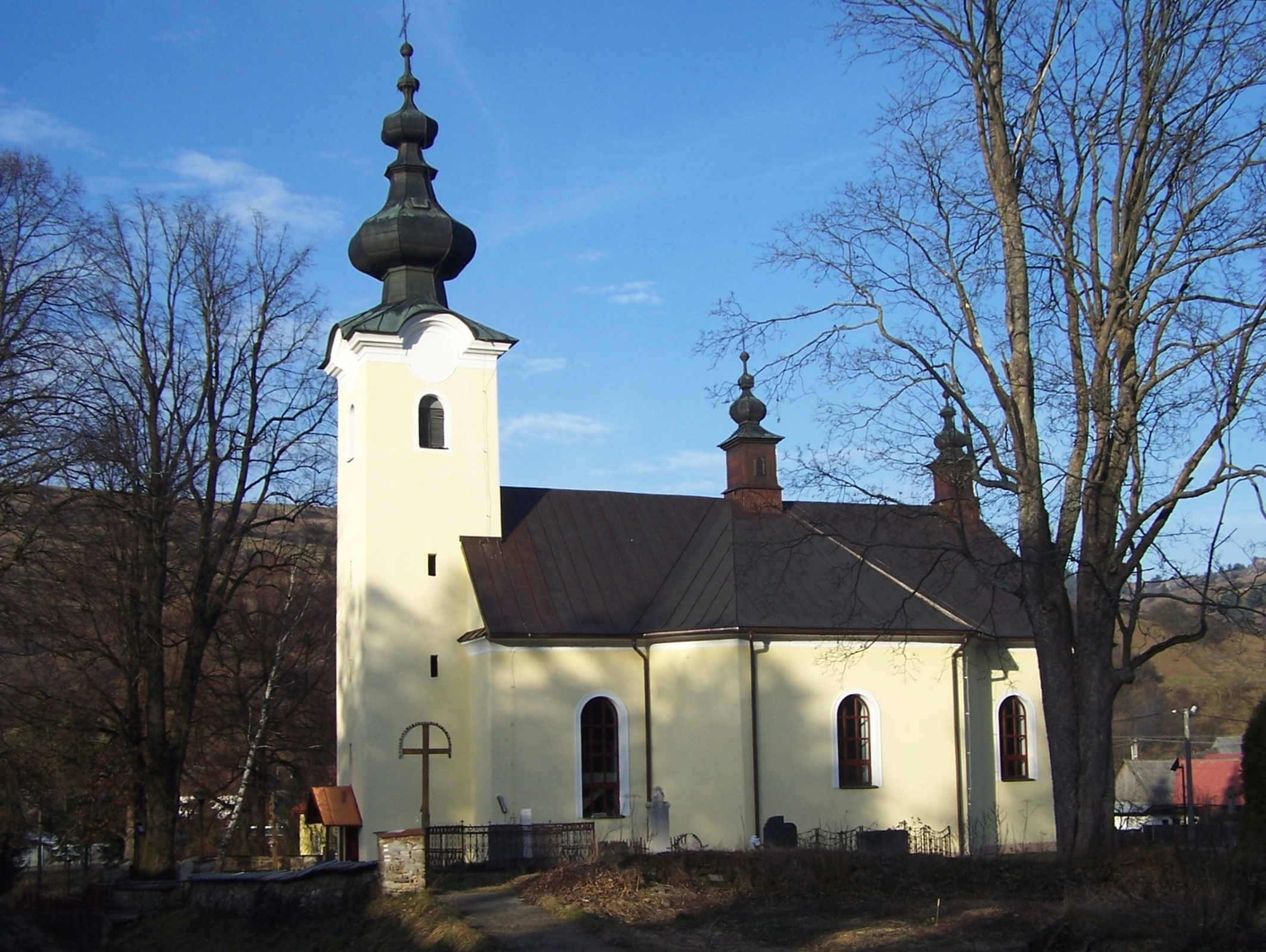
Cerkiew św. Michała

Wielki Lipnik (słow. Veľký Lipník, węg. Nagyhársas, do 1899 Nagy-Lipnik) – wieś (obec) na słowackim Spiszu w powiecie Lubowla.

## Historia
Założona została na prawie niemieckim w 1330 r. przez ród Görgyów. Początkowo były to dwie oddzielne miejscowości: Lipnik Stary i Wyżni. W okresie kolonizacji wołoskiej osadzili się w niej Wołosi. Z akt duszpasterskiej wizytacji z 1700 r. dowiadujemy się, że mieszkało tutaj „330 dusz greckokatolickich”, a dziesięcina pobierana była tylko w owsie, bo „żadne inne zboże tu nie rośnie”, a także, że była tutaj cerkiew św. Michała („w nędznym stanie”), szkoła i jeden nauczyciel. Wieś jednak rozwijała się; w 1820 r. było już 206 domów, później liczba ludności tak wzrosła, że zaczęło brakować pól uprawnych dla ich wyżywienia, epidemia cholery w 1831 tylko chwilowo zmniejszyła przyrost ludności. W 1849 r. bunt chłopski został krwawo stłumiony przez rząd austriacki. Z powodu przeludnienia pod koniec XIX wieku miała miejsce nasilona emigracja, głównie do USA. W 1913 r. miejscowość liczyła już 1150 Rusinów i 25 Żydów. W 1962 r. miejscowość liczyła 230 domów i około 900 mieszkańców.

## Ludność
Wielki Lipnik zamieszkały jest głównie przez Łemków, którzy aż do II wojny światowej połączeni byli więzami rodzinnymi i gospodarczymi z Rusią Szlachtowską. Miejscowość ma typową dla słowackiego Spiszu zwartą zabudowę. Ludność oprócz rolnictwa zajmowała się dawniej również wędrownym druciarstwem. Po zakończeniu prac polowych wyruszali w wędrówkę scalając pęknięte garnki za pomocą drutu. Docierali w czasie tych wędrówek nawet do Niemiec, Rosji i krajów nadbałtyckich. Obecnie nadal jest to miejscowość rolnicza, zajmujące 2752 ha pola uprawne od 1982 r. uprawiane są przez miejscową spółdzielnię rolniczą.
Ludność bardzo długo zachowywała tradycyjną kulturę i regionalne stroje. Jeszcze do lat 60. istniały tradycyjne drewniane domy w stylu spiskim. Działa tutaj zespół pieśni i tańca, jeden z lepszych na Słowacji.

## Położenie geograficzne i turystyka
Miejscowość położona jest na wysokości 540–580 m n.p.m. w dolinie rzeki Lipnik pod Wysokim Wierchem, na granicy dwóch regionów geograficznych: Pienin i Magury Spiskiej. Przebiega przez nią droga z Czerwonego Klasztora do miejscowości Hniezdne, gdzie krzyżuje się z drogą krajową nr 77 (do miejscowości Lubowla lub Biała Spiska).
W miejscowości jest źródło wody mineralnej o składzie podobnym do słynnej dawniej wody ze Śmierdzonki. Głównym zabytkiem jest greckokatolicka cerkiew św. Michała z 1794 r. z barokową kopułą na wieży, jedną nawą i kolistym prezbiterium. Znajduje się w niej ikonostas z początków XX w. i bogato zdobiony chór. Obok niej źródło zwane Źródłem św. Andrzeja z wodą mineralną o podobnym składzie, jak woda z Śmierdzonki. W centrum wsi duża lipa o czterech pniach (pomnik przyrody).
Szlaki turystyczne
  czerwony: Wielki Lipnik – Przełęcz pod Tokarnią – Aksamitka – Płaśnie – Czerwony Klasztor. 2.45 h, ↓ 3.15 h
  czerwony: Wielki Lipnik – Wietrzny Wierch (Veterny vrch, Magura Spiska). 2.45 h